# Muzy
Muzy è un comune francese di 823 abitanti situato nel dipartimento dell'Eure nella regione della Normandia.
Nel territorio del comune vi è la confluenza dell'Avre nella Eure, affluente della Senna.

## Società

### Evoluzione demografica
Abitanti censiti